# さくらももこランド・谷口六三商店
『さくらももこランド 谷口六三商店』（さくらももこランド たにぐちろくぞうしょうてん）は、TBS系列で1993年4月13日 - 6月29日に放送されたテレビドラマ。
『ちびまる子ちゃん』で知られる漫画家・さくらももこが自ら脚本を手掛けたドラマである。

## 概要
東京・下町で代々煎餅屋を営む谷口家。その五代目当主・六三の孫、真一がインド人の女性サビィを嫁に迎え、巻き起こる騒動を描いたホームコメディ。
内容は『時間ですよ』や『寺内貫太郎一家』のような昭和的人情コメディをベースとしながらも、ナンセンス系のギャグを大胆に取り入れた、当時としてはかなり突飛なコメディ作品となっている。茶の間のシーンやツッコミ的でシリアスな語りのナレーションなど『ちびまる子ちゃん』に近い雰囲気のシーンもあるが、むしろ漫画では出来ないアイデアを積極的に盛り込んだ展開となっている。再放送・DVDソフト化こそないものの、放送ライブラリーで第1話を閲覧できる。
たまのゲスト出演した回は、元々は主題歌を担当していたYMOにオファーしたが3人が拒否したため、さくらがたまのメンバーである知久寿焼と知り合いだったことから、たまに変更された。
六三夫婦を演じた泉谷ともたいの実年齢は共に40代(放送当時)で、作中では70代の老け役を演じている。六三夫妻とその息子である康男夫妻を演じた4人の実年齢は、年長者から順に西岡、泉谷、市毛、もたいと続き、西岡ともたいの年の差は6歳ほどしかなく4人はほぼ同世代である。

## ストーリー
東京のとある老舗の煎餅店「谷口六三商店」には、怒りっぽい煎餅職人・六三に朗らかな妻・ヨシ、頼りない息子・康男にしっかり者の妻・初枝、さらに六三の孫の三きょうだい（おバカな姉・明子、優秀だがずぼらな弟・真一、江戸っ子気質な妹・晴子）の7人が暮らしていた。そんな中真一が「結婚したい人がいる」と恋人でインド人女性・サビィを連れて来たことで家族はビックリして右往左往。真一は、結婚に異を唱える六三と晴子を数日かけて説得しサビィとの結婚にこぎつけるが、その後もちゃらんぽらんな谷口家に色々と問題が起こる。

## キャスト
谷口真一：加勢大周
谷口家長男で広告代理店に勤務する会社員。名前の由来は、「真実一路」から。血液型はO型。以前仕事の関係でインド人女性のサビィに出会った時に一目惚れし、作中で結婚する。サビィのことを心から愛しており、彼女がミスをした時でもいつも彼女の味方となり人から責められるのをかばったり落ち込んだ時に励ましている。早稲田大学卒で頭はいいが、初枝によると「ぼんくらで世間のことを分かっていない所がある」とのこと。CoCoの三浦理恵子のファン。
サビィ・プラカーシュ：鷲尾いさ子
インド人でほどなくして真一の妻となる。26歳で真一より少し年上。生前日本好きだった母親から日本について聞かされていたため、子供の頃から親日家で日本で暮らすことが夢だった。谷口家＆日本の生活に馴染もうと努力する。落ち着いた雰囲気に誠実で真面目で非常に家族思いな性格。料理はそれなりに得意だが、辛いカレー味のインド料理が多い。宗教上の理由により牛肉は食べられない。日本の芸能人では草刈正雄が好き。
谷口晴子：相楽晴子
真一の妹で高校3年生。兄の真一が大好き(いわゆるブラコン)で、サビィに嫉妬している。名前の由来は、「スカッと晴れた空のように明るくなるように」との思いから。“お爺ちゃん子”で六三の性格を受け継いでいるため、江戸っ子気質で結構短気な性格に加え思ったことを率直に言うタイプ。帰宅後などに店番をして小遣いを稼いでいるが、将来は店を継ぎたいと思っているが六三から煎餅の焼き方を教えてもらえないことに不満を持っている。姉と同じ部屋で暮らしているが、2人ともかなり寝相が悪い。
谷口明子：夏川結衣
真一の姉でOL。血液型はO型。名前の由来は、「女の子は明るい方がいい」という理由から。少々おバカキャラでムードメーカーだが、失恋した後は別人のように極度に落ち込む。OLになる前は推薦入試で入った短大を卒業している。少々自己中心的なところがあり店の手伝いや家事をするのは嫌いで、三日坊主な性格で物事が長続きしたことがない。結婚願望が強いがいい出会いがない。いつも派手な服を好んで着ている。
谷口六三：泉谷しげる
老舗煎餅店「谷口六三商店」を営む煎餅職人。5代目店主。真一、晴子、明子の祖父。名前は6月3日生まれということから。血液型はO型。70代。毎日自宅の窯で煎餅を焼くなどの作業をしている。江戸っ子気質で気が短く頑固な性格で騒がしく、日常的に話し声が大きく食事の時もがっつくように食べるのが癖。「女に煎餅は焼けない」という考えを持っており、密かに真一に店を継いでもらいたいと思っている。
谷口ヨシ：もたいまさこ
六三の妻。70歳ぐらい。5月25日生まれで作中で誕生日を迎える。血液型はA型。普段は出来上がった商品を店頭に並べたり店番をするなどしている。約50年間六三と夫婦生活をしている。自分が言ったことを忘れたりちょっと抜けた所がある。優しい性格で日常的に騒がしい六三や晴子とおバカな明子に振り回されたり、日本の文化にまだ慣れないサビィをフォローしたりしている。実は仏間の畳の下にへそくりを貯め込んでいる。ミッキー・ロークがタイプ。
谷口初枝：市毛良枝
康男の妻で真一、晴子、明子の母。名前の由来は、「初めての女の子で最初の枝が真っ直ぐ空に向かうようにすくすく育ってほしい」との意味から。家族の中で一番常識人で皆のまとめ役。思いやりがありしっかり者でいつも家族のことを気にかけたりたしなめたりしているが、おっちょこちょいな所がある。ちなみに真一の結婚式では酒を飲みすぎていつもと違い一人で盛り上がった。普段は家事をしているが、手が足りない時に店を手伝っている。実はお笑い好き。
谷口康男：西岡徳馬
真一、晴子、明子の父で銀行員。血液型はA型。8月21日生まれ。名前の由来は、「健康な男になるように」との意味から。ジャイアントポッキーを箸にしてご飯を食べるなど、お茶目な所がある。六三とは対照的なのんきな性格で父親としては少々頼りない性格で、六三からは「根性と我慢が足りない」と評されている。銀行員だけあって計算が速い。石田ひかりと薬師丸ひろ子のファン。
サティーシュ・プラカーシュ（インド父）：荒井注
サビィの父。日本にある紅茶の輸出会社の極東支配人として働いている。妻はサビィが幼い頃に亡くなっており、その後子供たちを連れて来日し現在はインド人の家政婦と共に4人で暮らしている。会話の時に「ジャパニ」を語尾につけるのが口癖で、たまに「ディスイズアペン」や「なんだバカヤロウ」と演者のギャグを口にする。明るい性格だがマイペースで物事を少々強引に進めることがある。
チャンドラ・プラカーシュ（インド兄）：津久井啓太
サビィの兄。初めて会って以来晴子の事が好きでアプローチするが相手にされない。「マジだぜ」が口癖。陽気だがとらえどころのない性格で、いつもトンチンカンな言動をしている。ただし兄としては、サビィが谷口家の人々と上手く付き合っていけるかいつも気にかけている。
メイド(第2話から登場)：山下裕子
サビィの家の住み込みのインド人家政婦。日常の家事は真面目にこなしているが、ノーテンキなインド父＆インド兄のペースに乗せられており、自身も彼らの行動に付き合うことがある。
隣りの源さん：柄本明
谷口家の隣人。六三の友人。いつも仕事終わりの六三と小料理屋「桃太郎」で酒を飲みながら谷口家で起きたことなどを面白おかしく話す。また、谷口家で何か面白いことが起きないかと時々庭越しに覗き見したり聞き耳を立てたりしている。六三と同じく騒がしい性格で落ち着きがなく、親しい人と会話をする時は相手のおでこを叩く癖がある。
なお美：藤川なお美
源さんの娘。高校3年生で晴子とは別の高校に通う。家では洗濯物を干すなど家事をしながら、演歌歌手になることを目指して歌の練習に励んでいる。女占い師と接点がある様子。隣家の谷口家と親しくしており、雑談を交わしたり一緒に歌ったりしている。
良子（りょうこ）：羽野晶紀
明子が働く会社の同僚。明子とは非常に仲が良く、会社の給湯室で谷口家で起きた出来事やサビィの話をしたり時々彼女の家に遊びに来たりしている。明子と似たりよったりのお気楽な性格でミーハーで会話のレベルや波長も合い、同じような派手めなファッションをしている。
悦子：滝沢涼子
晴子の高校の同じクラスの親友。学校ではいつも晴子ともう一人の親友と3人で休み時間などに雑談しており、晴子から色々と相談を受けたり谷口家で起きた出来事を聞くなどしている。漫画「ちびまる子ちゃん」が好きでコミックを集めている。
女将：林キセ子
六三の店の近所にある小料理屋「桃太郎」を一人で切り盛りしている。毎晩のように店に来る六三、源さん、女占い師たちのおかしなやり取りを聞きながらリアクションをしたり、自身も会話に加わる。
女占い師：銀粉蝶
小料理屋「桃太郎」の常連客。尼さんのような白い頭巾に紫色の着物を着ている。水晶玉占いで運気を占うが、作中では主に谷口家に起こる近未来の出来事などを告げる。作中では、煙と共に突然現れたり、屋内から宙を飛んで去っていくという演出が時々取られている。「桃太郎」だけでなく商店会の慰安旅行やサビィの結婚式にも参加している。本人曰く「私は、本当はアラブのオイルダラーの妻」とのこと。
高校教師(第5話、第7話、第8話に登場)：古田新太
晴子が通う高校の進路指導担当。高校卒業したら煎餅店を継ぐと言う晴子に大学進学を進めるが、彼女の強い決心に心を打たれてその後は応援するようになる。
谷口真晴（まはる）
最終回で誕生した真一とサビィの息子。名前は真一とサビィが「日本でもインドでも馴染みやすい名前」という事を思案した結果命名された。
ナレーション：岸田今日子
場面ごとの状況説明や登場人物が頭の中で考えていることを視聴者に伝えたり、登場人物の言動にツッコミを入れるなどしている。最終回である第12話ではナレーションに加えて顔出しでゲスト出演しており、谷口家家族が家の外で歌を歌っている最中、岸田が室内に吊るしたハンモックに揺られながら最終盤の台本を音読する。

### ゲスト（特別出演）
第4話
- アミャージン田中 - 間寛平…個性的な和装姿をしており、ある時「桃太郎」にやって来て六三に御札を渡す。

第5話
- インドの吟遊詩人4人組 - たま…インド父の知人で、サビィと真一の披露宴に招待されて皆の前で歌を歌う。

第7話
- 新聞配達員 - ジミー大西…谷口家に嫁いだサビィに新聞契約のサインをもらいに来る。
- お笑いコンビ - バカルディ（現：さまぁ〜ず）…谷口家が見るテレビ番組内でコントをする。

第10話
- 易者 - 内海桂子…ある時出会った明子を気に入りイケメンの孫の写真を見せようとする。
- 泥棒 - 蛭子能収…ある晩源さんの家に盗みに入ったあと庭伝いに谷口家に侵入した所、明子と鉢合わせする。

第12話
- 高野寛(本人)役高野寛 - …最終盤で谷口家の1階の屋根の上でギターを弾きながら、本作の主な出演者たちと共に歌を歌う。

## スタッフ
- 脚本：さくらももこ
- 演出：久世光彦、猪原達三、千葉行利
- 音楽：高野寛
- プロデュース：水口みゆき、三浦寛二、内野建
- 協力：花見煎餅総本店
- 制作：KANOX、TBS

## 主題歌・挿入歌

### 主題歌
「ポケットが虹でいっぱい」
YMO（エルヴィス・プレスリーのカバー）

### 挿入歌
第1話
「うらみ・ます」
作詞、作曲：中島みゆき
出勤前にもかかわらず失恋のショックを引きずる明子が、自室のCDラジカセで中島が歌うこの曲をかける。
「さくらさくら」
日本の歌曲。
真一が恋人のサビィを初めて谷口家に連れてきた時に皆の前で康男が歌唱する。
「桃太郎」
童謡。作曲：岡野貞一
「桃太郎」に訪れた六三がハーモニカでこの曲のメロディを吹く。
「神田川」
作詞：喜多条忠／作曲：南こうせつ／原曲は、1973年にかぐや姫が歌唱した曲。
六三が自宅の湯船に浸かった状態でギターを弾き語りする。
「演歌はぐれ鳥」
作詞：さくらももこ／作曲：細野晴臣／編曲：前田俊明／原曲は、1993年になお美を演じた藤川本人が歌唱した曲。
なお美が自宅庭で洗濯物を干しながら歌唱する。これ以外にも毎回なお美や谷口家の人々がこの歌を様々なシーンで歌う。
第2話
「関白宣言」
作詞、作曲：さだまさし／原曲は、1979年にさだが歌唱した曲。
明子が自室でギターでこの歌の替え歌を弾き語りする。
「インド国歌」（ジャナ・ガナ・マナ）
作詞、作曲：タゴール
サビィ家族がインドの歌詞で歌う。その後行われた結婚式前日のパレードの日に谷口家とサビィ家族、参列者など皆で日本語で歌う。
第4話
「ぞうさん」
作詞：まど・みちお／作曲：團伊玖磨
インド兄が自宅で実物大のゾウの模型を触りながら歌う。
「結婚しようよ」
作詞、作曲：吉田拓郎／原曲は、1972年に吉田が歌唱した曲。
この曲を歌っていた当時の吉田のような黒い長髪のカツラを付けた六三が、風呂に入りながらギターで弾き語りする。
「手のひらを太陽に」
童謡。作詞：やなせたかし／作曲：いずみたく。
谷口家がゾウと別れるシーンでナレーションの岸田が歌う。
「妹」
作詞：喜多条忠／作曲：南こうせつ／原曲は、1974年にかぐや姫が歌唱した曲。
真一の結婚式前夜に明子が自室で歌う。
「魔法使いサリーのうた」
作詞：山本清／作曲：小林亜星
真一の結婚式前夜にサビィと結婚できる喜びを、サビィとこの歌の歌詞のサリーをかけて替え歌で彼が歌う。
第5話
「はこにわ」
作詞、作曲：柳原幼一郎／原曲は、1995年にたまが歌唱した曲。
真一とサビィの結婚を祝って、結婚式に招待されたインド人の4人組(たま)が歌う。
第6話
「おどるポンポコリン」
作詞：さくらももこ／作曲：織田哲郎／原曲は、1990年にB.B.クィーンズが歌唱した曲。
台所で初枝とヨシが料理をしながら歌う。
「春夏秋冬」
作詞、作曲：泉谷しげる／原曲は、1972年に泉谷本人が歌唱した曲。
晴子と明子と六三が茶の間でCDラジカセでこの曲を聴いていると、その場に居合わせた六三が「この頃の泉谷は良かった。髪もあったし」と涙する。
「夜が明けた」
フランス民謡。日本語詞：岡本敏明
新婚生活を始めたばかりのサビィが、朝食前に康男と2人で輪唱する。
「人生いろいろ」
作詞：中山大三郎／作曲：浜口庫之助／原曲は、1987年に島倉千代子が歌唱した曲。
谷口家でのサビィの暮らしぶりを明子から聞いた良子が「人生色々だね」と感想を述べた後、2人で歌う。
「ブーメランストリート」
作詞：阿久悠／作曲：三木たかし／原曲は、1977年に西城秀樹が歌唱した曲。
早朝、開店の準備をするヨシが歌う。
「めだかの学校」
童謡。作詞：茶木滋／作曲：中田喜直
谷口家に遊びに来たインド兄が、敷地内でイモを焼きながら歌う。
「リンダリンダ」
作詞、作曲：甲本ヒロト／原曲は、年にTHE BLUE HEARTSが歌唱した曲。
晴子、明子、インド兄たちがこの曲のサビの部分を「インドインド」と替え歌で歌う
第7話
「ピンク・レディーメドレー」
カラオケスナックでピンク・レディーのような格好をした明子と晴子が、この曲を歌って他の客と盛り上がる。
「あの素晴しい愛をもう一度」
作詞：北山修／作曲：加藤和彦／原曲は、1971年に加藤と北山が歌唱した曲。
ヨシと旅行に出かける六三が、楽しい気分で家を出た後歌う。また、最終回にも本作の主な出演者たちが歌唱する。
「大都会」
作詞：田中昌之、山下三智夫、友永ゆかり／作曲：山下三智夫／原曲は、1979年にクリスタルキングが歌唱した曲。
サビィと初枝が茶の間で会話するシーンでクリスタルキングが歌うこの曲がBGMとして流れる。
「我が良き友よ」
作詞、作曲：吉田拓郎／原曲は、1975年にかまやつひろしが歌唱した曲。
商店会の慰安旅行に訪れた六三と源さんたちが、宿泊先の夕食の席で皆の前で歌って盛り上がる。
第8話
「夢の中へ」
作詞、作曲：井上陽水／原曲は、1973年に井上が歌唱した曲。
六三とサビィが探しものをするシーンで、井上が歌うこの曲がBGMとして流れる。
「チャーミーグリーンの歌」
原曲は、本作が放送されていた頃にライオンの洗剤のCMソング。
上記のCMをマネて、六三とヨシが店の前で手をつなぎながら歌う。
第9話
「白い色は恋人の色」
作詞：北山修／作曲：加藤和彦／原曲は、1969年にベッツィ&クリスが歌唱した曲。
「桃太郎」で六三と源さんと女占い師が3人でこの曲をハモって歌う。
「プカプカ」
作詞、作曲：西岡恭蔵(作中では、象狂象名義)／原曲は、1972年に西岡が歌唱した曲。
自宅でギターを弾く六三とタバコを吸う明子がこの曲を歌う。
「きみのなまえ」
童謡。作詞、作曲：かしわ哲
谷口家全員で赤ん坊の名前を考えている時に、康男が歌う。

### 挿入詩
第4話
さくらももこ詩集「まるむし帳」より。この中の一つの詩が本作で引用されている。
結婚前夜の真一とサビィが夜空をバックに2人だけで会話するシーンで、「長い長い線路の終点に」から始まる詩を2人で交互に言い合う。

## 放送局
特筆の無い限り全て同時ネット
- TBS（制作局）
- 新潟放送[27]
- チューリップテレビ[27]
- 北陸放送[27]